# 好彩頭
《好彩頭》是中華電視公司（華視）競賽益智遊戲節目，神威傳播製作，錄影地點是華視第一攝影棚，播出時間是台灣時間（以下皆同）每週一至週五12:30至13:00，由觀眾組隊報名參加並進行遊戲。節目口號是每集進廣告前及收播前喊：「只要你敢來，好運跟著來！《好彩頭》，有看頭！」

## 概要
《好彩頭》是華視為了打破台視綜藝節目《天天開心》獨霸午間時段的情況而推出的午間節目，製作人黃連青曾經製作華視競賽益智遊戲節目《大精彩》而受華視節目部青睞。節目片頭動畫有三個版本，皆是兼用真人與動畫，動畫製作者皆是華裕卡通。第一版節目主題曲作詞者是柴智屏、何琇瓊，作曲者是楊明煌，主唱者是張小燕、卜學亮；第二版節目主題曲作詞者、作曲者皆是楊明煌，主唱者是曹蘭、曹啟泰；第三版節目主題曲作詞者是曹啟泰，作曲者是黃怡，主唱者是陶晶瑩、曹啟泰。
《好彩頭》播出期間為1989年7月19日至1994年7月2日，最後一集以陳雷新歌〈歡喜就好〉MV作結。2020年10月，《好彩頭》華視官方精華版上傳至YouTube「華視懷舊頻道」，無保留主題曲、來賓打歌、片尾MV與首播時字幕。

## 歷屆主持人
- 第一任（第1集－第？集）：張小燕、卜學亮。
- 第二任（第？集－第？集）：曹蘭、卜學亮。張小燕因被華視深夜訪談節目《今晚有約》總策劃夏迪說服而退出《好彩頭》，主持《今晚有約》以求自己的轉型。[5]
- 第三任（第？集－第696集）：曹蘭、曹啟泰。
- 第四任（第697集－第？集）：陶晶瑩、曹啟泰。
- 第五任（第？集－第？集）：陶晶瑩、楊峻榮。
- 第六任（第？集－最後一集）：陶晶瑩、卜學亮。
- 助理主持人：洪欣佩、郭昱晴、高欣欣。

## 遊戲單元
《好彩頭》經過幾次改版。

### 初期
包括張小燕、卜學亮主持期間與曹蘭、曹啟泰主持期間。
- 彩頭獎

女主持人請工作人員把獎品推上場，然後以流利的口條介紹獎品內容。兩位主持人隨機挑選四組觀眾，請四組觀眾各自從舞台上的四人（兩位主持人與兩位特別來賓）中選擇一人。四組觀眾都有了人選之後，男主持人手持一枝玩具槍，以俄羅斯輪盤方式，依序在四人（包括男主持人自己）頭上開槍一次。開槍後，如果槍口上的氣球爆裂，就表示該組觀眾獲得獎品。
- 影片題

每集播放由李國超等人合演的一段與一個主題的統計數據相關的搞笑短劇影片，兩位主持人共同配音，每段各有一個主題。影片結尾會出現「以上劇情純屬虛構，僅為博君一笑」字樣，並提問：到一定的年份或日期時，什麼建設或什麼事情達到了多少數量。主持人會要求現場觀眾以「隊」為單位（因為該節目有開放團體報名參觀錄影）答題。開始播放影片前，女主持人喊「好彩頭開門」揭曉當天的獎項，助理主持人以流利的口條介紹當天的獎項並祝各位參賽者把大獎帶回家。
揭曉當天的獎項之後，兩位主持人會提醒觀眾注意看影片，固定的台詞是：「為什麼呢？因為──題目就在影片中！」然後開始播放影片。各隊觀眾會各自領到一張白板，白板上端會夾著一張粉紅色的紙。影片播放完畢之後，各隊觀眾分別把答案寫在紙上。兩位主持人會取「最接近答案，但不超過」的一隊，該隊可獲得獎品或參加〈海底撈月〉。該單元所引用的統計數據的提供者有「神威市調中心」（神威傳播自己的市場調查中心）、行政院主計處或該題相關團體（例如台北市廣告商業同業公會提供1991年台灣廣告市場總額）等。
- 估價遊戲

工作人員把一個輪盤推上場，輪盤正中央有一個塑膠鳳梨，鳳梨外圍有許多綠色的小卡片，每張卡片上有各組觀眾（兩人一組，進場前已由工作人員給各組編號）的編號與姓名。兩位主持人先用力轉動輪盤一次，再從輪盤中抽出一組觀眾參賽，並宣讀該組觀眾的編號與姓名。總共抽出四組觀眾參賽。
決定了四組參賽者之後，工作人員把被估價的物品（簡稱「估價物」）推上場。主持人會介紹估價物的特徵，並且請這四組參賽者估價。估價金額「最接近但不超過」正確答案者，可參加贈獎遊戲。

#### 贈獎遊戲 (前期)
〈贈獎遊戲〉可分為下列幾種：
- 海底撈月

一位女性工作人員端上一個長方形盤子，盤子上有紅色、黃色、藍色、綠色的撞球各一個，以及白色的撞球三個。張小燕先讓觀眾看清楚這七個球的顏色，再把這七個球放進自己前面的一個桶子內。參賽者兩兩一組，以接力賽跑的方式跑到桶子前隨機取球，但不得窺視桶內情形。每跑一次，取一球。時限一分鐘。參賽者要把取出的球交給張小燕，張小燕讓全部觀眾看清楚參賽者拿了什麼顏色的球，然後張小燕把球放回桶內。取出白色球以外的其他顏色的球，現場左側的同樣顏色的翻板（左起橫排，共有四個翻板，依序是紅色、黃色、藍色、綠色）就會揭曉板上的字；這四個字組合起來，就是當天的最大獎的名稱。時限內全部取出者，可獲得最大獎。如果參賽者取出白球（母球）或已經取出的球，則不計任何顏色，並且要跑回原點；參賽者跑回原點時，手持賽車終點旗的卜學亮揮旗一次，另外一位參賽者跑到桶子前重抽。如此反覆，直至全部取出或時間到為止。若仍沒有將四種顏色的球全部抽出，則算失敗，兩人僅能各抽一個「安慰獎」。
- 蠢龍踢館

時限一分鐘。製作單位會在每集邀請一位來賓扮演該「館」的「龍」，例如吳俊霖飾演過「搖滾龍」，也有另外的人扮演如「小帥龍」或「美女龍」等，並固定說出出場台詞「不是猛龍不過江，不是蠢龍不踢館」。製作單位介紹完該組來賓會獲得的大獎後，就必須請該組來賓，按照「╳萬╳千╳百╳十元」的格式，排出一個柱子，參賽者排列完畢後，計時會暫停，並請「龍」來檢查金額是否正確。如果金額正確，則「龍」就不會把柱子給踢倒，參賽者就可以取得最大獎，反之「龍」就會象徵性的把「金額柱」踢倒，暫停中的時間會繼續倒數，並要求參賽者再重排，直至答對數字，或者是時間到為止。
當然，要是格式錯誤，例如「╳千╳百╳萬╳十元」，這樣的「金額柱」也是會被「龍」踢倒。不過，主持人有時候會協助參賽者排列，以免數字格式錯誤。
- 龜兔賽跑

時限一分鐘，參賽者也是兩兩一組，也是以接力賽跑的方式，到主持人身旁的大翻板，翻出幫助「烏龜」的參賽者可以行進多少步，以超越「兔子」，好讓「烏龜」能夠勝過「兔子」。參賽者翻出一塊翻板後，還要按下遊戲台上的按鈕，「烏龜」才能前進。「烏龜」於時限達到終點，參賽者可以獲得大獎，反之則否。
- 雞手鴨腳

時限一分鐘，參賽者戴上製作單位特製的「雞手」（長指手套）與蛙鞋，行走於一塊榻榻米上。到達大看板後，取下看板上的小板。行走一次，取一塊，然後回到原點，換下一位參賽者取小板。如此反覆，直至時間到為止。時間到以後，主持人接著就會逐一宣佈參賽者可以取得什麼獎品，當然也會有「銘謝惠顧」（沒中獎）的小板。「銘謝惠顧」的小板會分別印上一句揶揄參賽者的話語，內容各不相同，例如「再接再厲」、「你的汗水不會白流」、「這只是一場遊戲一場夢」、「我是不是你最疼愛的大獎」等。
- 英雄救美

一位來賓扮演象徵被怪獸「吃掉」的「美女」，坐在一個輸送帶上。參賽者必須於一分鐘內以抽紅球或白球的方式，決定是否過關。參賽者必須連過五關，也就是每關都必須抽出符合題目的顏色，以讓美女獲救而過關。當然，怪獸並不會「真的吃掉『美女』」，只是將嘴巴稍微閉起來，象徵「美女」被怪獸「吃掉」。
參賽者以接力的方式進行抽球。其抽球方式有兩種：
- 抽出桶子內三個白球與三個紅球當中的其中一顆球：題目為指定顏色順序，例如紅→白→紅→白→紅，參賽者則要符合製作單位指定的順序，或自行定義出的順序。若抽不對則再抽到對為止，則進行下一個順序，直到五個條件均符合為止，或者是時間到為止。
- 排除掉7號球，從1號到15號當中的其中一顆球：題目為指定大小順序，例如大→小→大→小→大，也就是抽出的球比7大或比7小，參賽者則要符合製作單位指定的順序，或自行定義出的順序。與抽顏色的條件一樣，若抽不對則再抽到對為止，則進行下一個順序，直到五個條件均符合為止，或者是時間到為止。

上述兩種抽球方式的過關機率均為50%。因此只要參賽者協力累積五次顏色或大小呈現方式正確，即可獲得大獎；反之，「美女」被怪獸「吃掉」，則遊戲失敗，參賽者僅能獲得安慰獎。
- 賓果

兩位主持人分別站在左右兩端。左端有一組25格（5 × 5）的賓果燈箱，每格以亂數方式分別標示數字1～25；右端有一組25格（5 × 5）的翻板，每格同樣以亂數方式分別標示數字1～25。兩位參賽者以接力賽跑方式翻開各個翻板以完成賓果連線，時限一分鐘。每翻開一個翻板，顯示選到的號碼之後，賓果燈箱上的該號碼就會亮白燈。在時限內完成一整行（橫線、直線皆可）的連線者，即算過關。
背景音樂出自任天堂紅白機的《轟炸超人傑克》（Mighty Bomb Jack）遊戲；而出現的數字並以按鈕按下的音效出自任天堂紅白機《彈珠檯》遊戲。
- 水果盤

兩位主持人分別站在左右兩端。左端有一個橫擺的香蕉形狀的看板，其上共有四根香蕉，由上而下橫排四個香蕉燈箱、四個蘋果燈箱、四個西瓜燈箱與四個葡萄燈箱（正確順序待考）；右端有一個小丑形狀的看板，以亂數方式排列藏著《好彩頭》節目logo與這四種水果的翻板（每集數量各不相同）。兩位參賽者以接力賽跑方式翻開各個翻板以完成賓果連線，時限一分鐘。每翻開一種水果的翻板，看板上的該種水果就會亮一個白燈；如果翻開的是《好彩頭》節目logo的翻板，則不列入計算，參賽者必須立即跑回原點，請另外一位參賽者重翻。如此反覆，直至時間到或完成任意一種水果的連線為止。在時限內完成任意一種水果的連線者，即算過關。
〈水果盤〉的背景音樂，出自任天堂紅白機遊戲《七寶奇謀》（Goonies）之「七寶有夠讚」（"Goonies R Good Enough"）。
- 彩頭堡

參賽者在主持人手中選五張牌，並將其安排在四列牌陣中。從第一關開始猜，共有五關，從第一關到第五關的獎金，分別為新台幣2,000、4,000、8,000、16,000，以及30,000等五種。只要能猜出哪一張牌比參賽者抽的牌大，即可過關，並得到該列獎金欄對應的獎金。
參賽者可以決定中途不繼續進行遊戲，以保證取得搖錢樹上對應的獎金。如決定要猜，則必須選出一張比抽出的牌還要大的數字，不可棄權。如五關全對，即可獲得最高三萬元的獎金，任何一關失敗，則無獎金，僅能獲得「安慰獎」。
- 對號熱線

由參賽者兩兩一組，進行配對遊戲。在電話道具共有十五個「眼睛」，其中七對的內容兩兩相同，只有一個「眼睛」的內容與其他七對均不同。參賽者在一分鐘內，說出十四個配對成功的名稱，即可獲得當日大獎，否則僅能獲得安慰獎。
由於「眼睛」內的名稱很接近，例如「傳真機」、「電話機」、「電視機」…等，考驗著參賽者的記憶力與運氣。

#### 猜拳遊戲
《好彩頭》也有許多猜拳遊戲，造就了一股「猜拳風潮」。下列列舉最常出現的「拳」：
- 超人拳[9]

參賽者先猜拳，贏者先喊出口號「我變、我變、我變變變！」並比出相對應的手勢。若喊者的手勢與非喊者相同，則喊者勝利；若猜不中者，則換另外一者猜，如此反覆，直至分出勝負為止。
手勢有三：第一是一手臂與手與地平行，另外一隻手與平行的手呈現垂直樣；第二是兩手伸出食指與中指靠攏，兩手臂交叉在胸前；第三是兩手也是伸出食指與中指，並指向太陽穴的地方。
- 殭屍拳

口號是「殭屍的殭屍的殭屍猜」。每次兩人參賽。
- 中國功夫拳

口號是「中國功夫我出招」，並比出三種「中國功夫」姿態。每次兩人參賽，兩人輪流出題，與出題者比了同一姿態者就是輸家。
- 啞巴拳

雙手握拳重疊，置於鼻前，參賽者發出「嗯～」聲後同時移動位置（額、左臉頰、右臉頰、下巴），若相同者輸。
- 黑白猜

參賽者雙雙喊著口號「黑白猜，男生女生配」。進行的同時，在「猜」這個字，就決定猜拳。猜拳贏者可以伸出食指，於「男生女生配」這個口號的「配」同時，朝任意一個方向（上、下、左、右）。猜拳贏者要能猜出輸家的頭會朝哪個方向。若贏方猜中，則判定贏方勝利。
- 數字拳

參賽者先猜拳，贏者先喊5、10、15，或20這四個自然數之中的一個，或是「沒有」（喊0亦可），喊的同時，雙手張開指頭或縮回（一手必須全部張開或全部縮回，當然兩隻手不一定是都張開或縮回）。喊者與伸出的手指頭數字相符，則喊者勝利；沒喊中者，則換對方喊，直至有一方喊中為止。
例如A與B猜拳，A喊15，A伸出10個手指頭、B伸出5個手指頭，則判定A勝利。
當然，例如有一方伸出10個手指頭，還喊「沒有」，這也是會輸的。

### 後期
後期是由陶晶瑩、曹啟泰主持。由於當時卜學亮必須服兵役，卜學亮辭職。

#### 猜拳遊戲
- 街頭、拳頭、好彩頭

主持人出外景，跟店家老闆玩「黑白猜」。若主持人輸了，則店家可以透過「𥴊仔店拔籤仔」的方式，抽取一樣獎品，按照數字範圍，取得製作單位提供的獎品，共九種。但如果是主持人贏時，店家必須提供店裡一項物品，交給主持人（例如主持人到保齡球館，保齡球館的員工輸了，則提供檳榔一盒）給製作單位。收集一定時間後，製作單位會把這段時間之內收集來的所得物品均捐贈給慈善機構。影片最後，開放現場觀眾猜最後一位店家輸了以後「會送什麼給主持人」，或「會捐什麼給慈善機構」。若有隊伍猜中（如無人完全猜中，則取最接近答案。如上例保齡球館員工送檳榔，如果參賽者答口香糖也可以算答對，因為「檳榔也有『中國口香糖』之稱呼」），則猜中的各隊各派一位隊員互相猜拳，優勝者可參加〈大四喜〉或〈心跳60〉或〈馬到成功〉（三選一，依各集流程而定），第二名可自抽一個「安慰獎」。
本單元可分為前後兩期，前期只有陶晶瑩出外景，後期則是曹啟泰與陶晶瑩分頭出外景。

#### 贈獎遊戲 (後期)

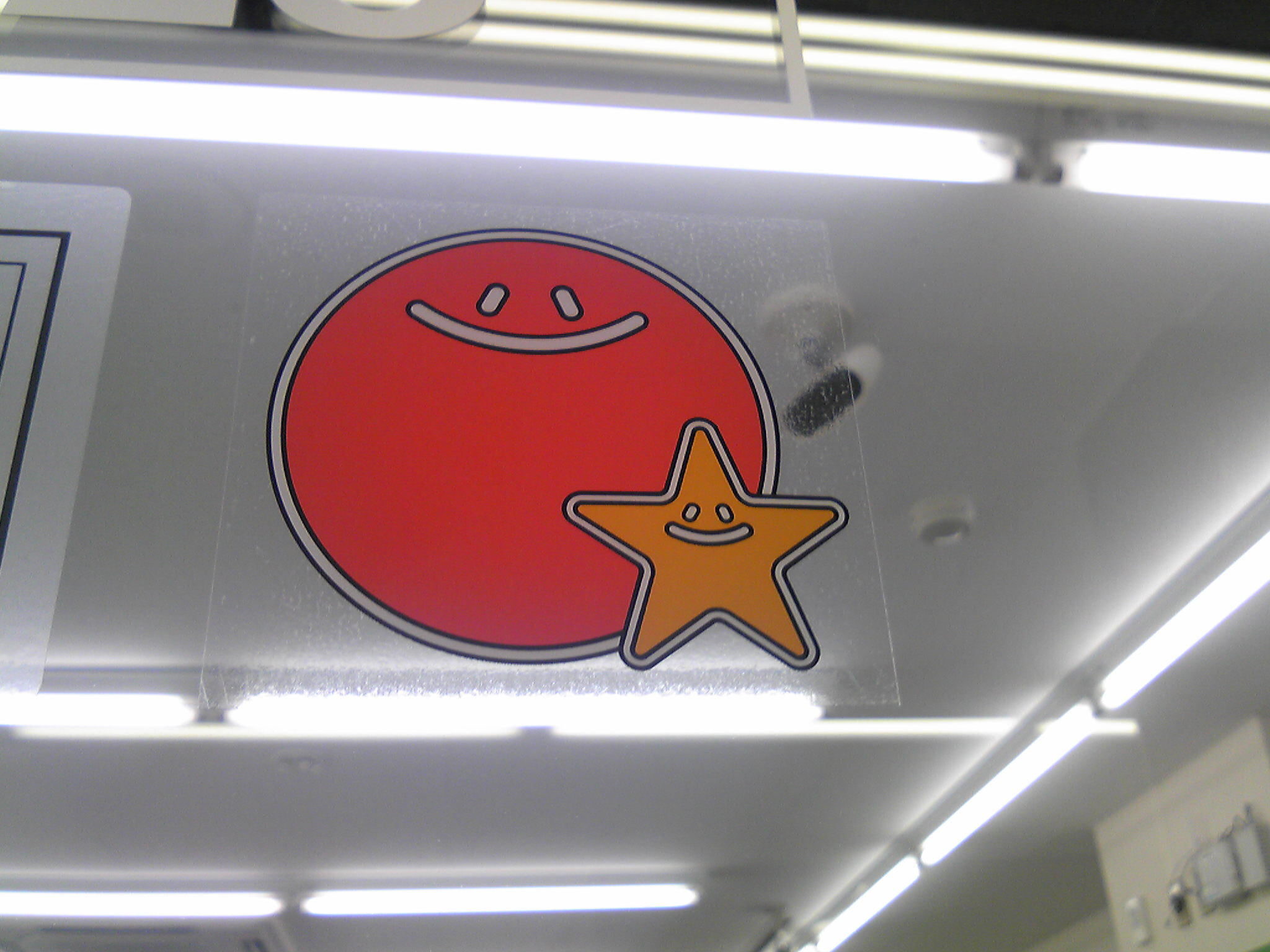
當時全家便利商店「微笑的太陽與星星」商標

後期的贈獎遊戲與前期不同。
- 戴高帽

第289集開始的遊戲，由五位觀眾擔任出題者，在他們背後均有「另類提示」。參賽者兩兩一組，於一分鐘內，以接力賽的方式，將另一個檯面上的帽子戴在出題者的頭上，並跑回起跑點，以拉霸方式進行判題。如判題結果為「5」，表示全對，即可獲得當日大獎；如低於「5」，則表示有出題者正在戴的帽子是不對應題目的，參賽者則需再跑，直至全部答對或時間到為止。如超過時間仍未配對成功，僅能獲得安慰獎。
- 頭腦體操

參賽者進行問答遊戲，於時間限制的一分鐘內，由參賽者以接力方式，選出正確選項，並經判題結果為6個正確選項均被選擇到者，即可過關，並取得當日大獎。以第364集節目的題目為例：「下列哪六個城市曾經是奧運比賽場地？」，選項如下：
德黑蘭、雪梨、雅典、巴黎、倫敦、新加坡、柏林、漢城、芝加哥、洛杉磯、馬德里、華盛頓
只要參賽者選擇雅典（分別在1896年與1906年辦過兩次）、巴黎（分別在1900年與1924年辦過兩次）、倫敦（分別在1908年、1944年，與1948年辦過三次）、柏林（於1936年舉辦過一次）、漢城（於1988年舉辦過一次），以及洛杉磯（分別在1932年與1984年辦過兩次）這六個選項，即可獲勝；否則算失敗，僅能獲得安慰獎。
- 天旋地轉

為前期〈雞手鴨腳〉的「進階版」遊戲，時間限制由原先60秒變成70秒。遊戲計時之際，參賽者無須戴雞手手套與蛙鞋，但必須在起跑點前的一根桿子先旋轉三次，然後走至獎品區取得一塊板子。由參賽者輪流接力進行，直至時間到為止。遊戲結束後，由主持人逐一介紹參賽者取得的獎品有哪些。
由於參賽者可能承受旋轉後即刻暈眩的情況，故除了取消雞爪手套與蛙鞋，還有遊戲的時間增加10秒鐘以外，揶揄參賽者的板子比例減少許多。
- 野球拳

由製作單位介紹該日大獎，並請參賽者以接力的方式進行「猜拳遊戲」。製作單位在3 × 8的牌子內隨意安置了三種不同的拳法，與五種拳法題目。參賽者於一分鐘的時間限制內，翻出贏過題目的拳法才算過關，例如第一關的題目是剪刀，則參賽者要翻出可擊敗剪刀的牌子，也就是石頭，並且回到起跑點按下按鈕，使男娃娃與女娃娃道具能夠「接近」。該題型共五關，五關全對，讓男女兩娃娃道具「彼此靠近」後並「面對面」，即可獲得該環節的大獎；否則算失敗，僅能獲得安慰獎。
遊戲獲勝的音樂，取自任天堂紅白機遊戲《兵蜂》（TwinBee）的起始音樂。
- 喜從天降

先由製作單位介紹各種獎品，然後請參賽者擲骰子，遊戲台上，有自然數1到9的九宮格，數字位置並非按一定的順序排列。參賽者擲出骰子後，取其骰子面朝上所呈現的總和，可以選一至兩個自然數，作為消去的依據；但「消數字」必須要以直線連線為基礎。每消去一條直線，可以獲得基本的獎金，作為兌換獎品的依據。消去一條線則為對應價值五千元獎金的獎品，消去二條線則為對應價值一萬五千元的獎品，三條直線全部消去者，則為對應價值新台幣五萬元的獎品。也就是參賽者如果將所有數字都消除，則可以獲得全部的獎品。
如果擲骰後，骰子點數無法對應遊戲台上的點數並有至少一條以上的連線，主持人再給予參賽者一次擲骰機會。如這一次擲骰可以達成連線條件，則可連線，否則無連線。在這「無數字連線後再行擲骰」的情況後，無論參賽者是否達成後續的連線條件，均不能再繼續進行遊戲。
背景音樂出自電影《最高機密》的同名專輯《最高機密》第五首歌〈Gonzales Takes A Drive〉；而此遊戲與日本TBS電視台節目的擲骰遊戲類似。
- 雙龍搶珠 (後期)

同樣也由製作單位介紹當日大獎，然後請參賽者以接力賽跑的方式，於一分鐘內，取數字方塊，由千位數排至十位數，排列出當日大獎的價值為多少。如果參賽者能夠全部組合出該商品的正確的價值，則參賽者可取得該商品為獎品。如位數對應的方塊數字不對，則需再跑，直至對應數字正確，或至時間到為止。超過時間之參賽隊伍，則挑戰失敗，無法取得該商品為獎品，僅能得到「安慰獎」。
- 拉拉對

同樣先由製作單位介紹完當日大獎後，由參賽者以輪流接力賽的方式，進行一分鐘的接力賽與換裝遊戲。參賽者從起跑點跑到十個「神秘箱」前，選擇一個箱子，並拉下對應的繩子後，掉下的物品若是七彩橡皮球，則可將其安置在起跑點後方的置球區，完成四顆球即可獲得大獎。反之若是掉下特殊服裝者，則必須將其取得後，到起跑點完成該服裝的穿戴，才能輪到下一棒。超過指定時間仍未取得四顆七彩橡皮球者，則算遊戲失敗，僅能得到「安慰獎」。
- 腦筋急轉彎

〈腦筋急轉彎〉是從時報文化發行之《腦筋急轉彎》系列圖書擷取題目。製作單位事先將其題目、圖畫畫於一張大海報上，並將此道具準備好後，由主持人對參賽者發問。只要參賽者答案正確或非常接近，就可以獲得布偶作為獎品。例如：甚麼人會一直左右搖擺頭部？根據時報文化《腦筋急轉彎》的答案，是「看乒乓球比賽的人」為主，但觀眾也有人認為是「乩童」頭會左右搖擺，所以主持人也會給予布偶為回答「乩童」者之獎品。
- 大榔頭

參賽者兩兩一組，先坐在椅子上。計時之後，以接力賽跑的方式，翻出前進步數，以讓指針指到「終點」，並不讓大榔頭「敲」到參賽者的頭，方為過關，並贏得當日大獎。如果超過時間，參賽者未讓指針達到終點，「大榔頭」則會以自由落體方式，象徵性地「敲」其中一名參賽者的頭，遊戲也到此結束，參賽者失敗而無法贏得大獎，僅能贏得安慰獎。
考慮到安全，每組參賽者都會被要求配戴頭盔。而「大榔頭」也只是一種特殊道具，參賽者被「大榔頭」敲到頭，不會造成重傷（但還是會有少許的疼痛，僅為節目效果）。
- 數字大餐

每集特別來賓各自提供1個數字，讓現場觀眾來猜這數字與該位特別來賓的意義為何。猜中者，即可獲得「彩頭獎」。
- 大四喜

由〈街頭、拳頭、好彩頭〉的優勝者參賽。每集有1項估價物，讓參賽者猜價錢。工作人員會把正確的金額中的四位數字（從個位數到千位數）分別印在四張白色圓形小牌上，連同三張印有黑色「×」的黃色圓形小牌，投入同一個紙箱內。印有黑色「×」的黃色圓形小牌，稱為「好球」。參賽者兩人一組，輪流抽牌，一人一次抽一張。若參賽者抽到了任何一個數字，參賽者必須猜這個數字正確的位置是在右方的看板上的哪一位（個位、十位、百位或千位）數字；若參賽者猜對位置，則該位置就會顯示正確的數字；若參賽者猜錯位置，則參賽者必須把抽到的牌放回去，再抽一張牌。無論抽到了什麼牌，參賽者都必須把抽到的牌拿給曹啟泰看，曹啟泰高舉參賽者抽到的牌展示給現場觀眾看。如果參賽者抽到了「好球」，則不必把「好球」放回紙箱內。
如果參賽者抽到了第一張「好球」，曹啟泰就會喊「一好球」，然後曹啟泰把第一張「好球」投入右方的看板內，看板亮起第一個紅色「×」；如果參賽者抽到了第二張「好球」，曹啟泰就會喊「兩好球」，然後曹啟泰把第二張「好球」投入看板內，看板亮起第二個紅色「×」；如果參賽者抽到了第三張「好球」，曹啟泰就會宣佈參賽者闖關失敗，然後曹啟泰把第三張「好球」投入看板內，看板亮起第三個紅色「×」表示參賽者被「三振」。參賽者若能在不被「三振」的情況下揭曉正確金額，則可獲得獎品。
- 心跳60

由〈街頭、拳頭、好彩頭〉的優勝者參賽。每集有2項估價物，金額由數百元至數千元不等，讓觀眾猜價錢。參賽者兩人一組，個別參賽，一人猜一個估價物。兩人共有60秒可以猜價錢。第一位參賽者花費的時間愈多，第二位參賽者可用的時間就愈少。參賽者每回答一個價錢，主持人會說「高一點」或「低一點」以幫助參賽者。能在60秒內猜對者，則可獲得獎品。
- 馬到成功

由〈街頭、拳頭、好彩頭〉的優勝者參賽。看板上下兩端各有三個翻板橫向排列，上端三個翻板各繪有一匹白馬，下端三個翻板各繪有一匹黑馬。參賽者兩人一組，輪流擲骰子，以參賽者擲出的點數決定哪一匹馬前進一格。若參賽者擲出了雙數，則上端第一個翻板上的白馬朝外，象徵白馬前進一格；若參賽者擲出了單數，則下端第一個翻板上的黑馬朝外，象徵黑馬前進一格；上下兩端第二個與第三個翻板，依此類推。若參賽者擲出了第四個雙數，則白馬抵達終點，參賽者可獲得獎品；若參賽者擲出了第四個單數，則黑馬抵達終點，參賽者闖關失敗，只能抽一個「安慰獎」。
- 步步高昇（Cliffhanger）

每集有3項估價物，金額由數百元至數千元不等，讓觀眾猜價錢。依據觀眾答案與正確答案的差價，懸崖佈景上的「彩頭寶寶」（《好彩頭》的吉祥物）會往上爬到對應的位置。如果差價超過500元，彩頭寶寶就會掉落，表示闖關失敗；如果差價在500元以內，則可獲得獎品。
- 大搬家

這是一個與全家便利商店合作的贈獎遊戲，口號是：「全家一起來，大獎搬回家！」兩位主持人發問四道題目，每集由兩位主持人抽出4組參賽者作答。每組參賽者基本秒數為30秒，答對一題者加10秒（有時是加5秒），答錯一題者扣10秒（有時是扣5秒）。答對的題數越多，該組累積的秒數就會越多。秒數最多者即可參加遊戲，遊戲時間即是該組累積的秒數。參賽者穿上貼有當時全家便利商店「微笑的太陽與星星」商標的紅色圍裙，以接力賽跑的方式在獲得的秒數內搬移舞台上的任何獎品至紅線區內，獎品有乾衣機、泡麵、食用油、家庭用品等。秒數用盡，則遊戲結束。
遊戲進行中，各組參賽者必須在每15秒時回到起跑點「搶救」被放在玩具火車鐵軌上的彩頭寶寶，防止彩頭寶寶被順時針方向行駛中的玩具火車撞。若彩頭寶寶被撞，則遊戲提前結束。遊戲結束後，特別來賓會介紹各組參賽者搬了哪些獎品。
- 天生好手

在每集最後一段登場。現場準備一組直立的九宮格的翻板，參賽者必須在60秒內投球把相連的至少三個翻板都打成水平狀態以完成一個連線，橫排或直排或對角線上的連線皆可。

#### 贈獎活動
- 趣味親子照片徵選比賽

《好彩頭》製作單位透過《時報周刊》、《華視週刊》、《兒童日報》、「柯尼卡快速沖印」各分店、《講義雜誌》等五大通路提供活動表格，給觀眾索取。觀眾把自己拍攝的「趣味親子照片」貼在活動表格上，自訂標題，加註連絡方式，郵寄至《好彩頭》製作單位，以參加抽獎。收件日期為1992年7月1日至1992年8月15日。在《好彩頭》每集最後一段，由該集特別來賓抽出一張活動表格，被抽到的家庭即可獲得一個「參加獎」。截止收件後，《好彩頭》擇日揭曉冠軍得主，冠軍得主可獲得大獎。

#### 其他遊戲
- 大彩頭

為早期〈海底撈月〉的另一種版本，但球的顏色種類較〈海底撈月〉少，玩法與〈海底撈月〉較不相同一些。參賽者兩兩一組，以接力賽方式，從球箱中取出一個顏色的球。一次取一顆，並依據題目的顏色做核對。題目顏色共五題，必須按照順序抽對即可獲得大獎，否則必須再抽，直到抽對為止。超過時間仍未抽出者，則失敗，只能獲得主持人宣布的安慰獎。
- 過關斬將

為早期〈喜從天降〉的另一種版本，但不是以數字連線做依據，而是以消去的數字給予對應的獎品。參賽者兩兩一組，進行擲骰子遊戲。骰子兩點數總和可以作為消數字的依據，擲骰後參賽者可從看板上的一到十號選擇一到兩個自然數。選擇對應的數字後，即可得到數字對應的獎品。參賽者輪流反覆擲骰子，直到數字全部消除，或者是無法再消為止，即為遊戲結束。參賽者則可獲得根據數字對應的獎品。因為與早期〈喜從天降〉的規則不同，則無「無法連線可再得一次擲骰機會」的規則。
- 五爪運財

參賽者先抽出四位數數字，決定獎金數量後，再從四張萬位數中抽出一個數字，共計五個數字，成為五位數的獎金。參賽者兩兩一組，於時限一分鐘內，透過徒手的方式，將道具代幣取至指定處的磅秤托盤上。只要時間內參賽者認為所取代幣「金額」符合指定金額，即可要求停止而不繼續跑；或者認為磅秤托盤的代幣超過指定金額，可以從中取出部分後放回起跑點處亦可。時限內，參賽者可以進行指定動作；但超過時限，參賽者均必須停止一切取幣與接力與置幣的動作。
等參賽者完成動作後，主持人宣布參賽者抓取了多少代幣。其正負誤差可以為1,000以內，只要達到標準，即可獲得對應獎金；超過則失敗，只能獲得主持人宣布的「安慰獎」。
- 精打細算

有兩種玩法：
前期版本是由4組參賽來賓所進行的遊戲，每集由兩位主持人抽出4組參賽者。每集展示一個估價物給參賽者估價。陶晶瑩介紹估價物的特徵，並且請4組參賽者估價。曹啟泰則公佈4個金額，給4組參賽者猜哪一個是正確答案。每組參賽者基本秒數為30秒。揭曉正確金額之後，答對者加10秒，答錯或未作答者扣10秒。揭曉正確金額之後，兩位主持人繼續發問題目，答對一題者加10秒，答錯一題者扣10秒。答對的題數越多，該組累積的秒數就會越多。秒數最多的隊伍，即可參加〈大搬家〉。
後期版本是由一組參賽來賓所進行的遊戲。主持人會介紹估價物的特徵，並且請該組來賓估價。估價時，從個位數開始。參賽者猜了個位數的數字之後，主持人慢慢揭曉個位數的正確數字；數字一致者，就繼續猜十位數的數字；反覆為之，直到猜出標準報價為止。估價過程中，數字不一致者就是失敗，不能繼續猜下去。
- 美的冒泡

參賽者穿上製作單位準備的特製背心，背心上有5顆尚未充氣的氣球，穿上之後開始進行遊戲。主持人會請參賽者任意選擇六張牌，參賽者所選擇的六張牌會依序排列在編號①到⑥的格子裡。②至⑤排成一橫排，①在③的正上方。主持人先揭曉第一張牌的數字，問參賽者第二張牌的數字比第一張牌的數字大還是小。若參賽者猜對，主持人會說：「請冒泡！」參賽者所穿的背心上其中一顆氣球會開始充氣，但氣球會充到一個定點後就停止充氣；若是猜錯，氣球一樣會開始充氣，但是會充到氣球破掉為止。猜對的牌，下方會掛上彩頭寶寶吊牌。當六張牌全部揭曉之後，主持人會統計參賽者身上完好的氣球有幾顆，再決定參賽者能得到什麼獎勵。過第一關或第二關者可演唱《好彩頭》主題曲1分鐘，過第三關者可獲得主持人讚美1分鐘，過第四關者可打歌1分鐘，過第五關（全部的牌都猜對）者可打歌1分30秒。歌手唱歌時，畫面左上角會顯示所剩打歌時間，時間顯示格式為「分：秒：1/30秒」。
- 時來運轉
- 有氧運動

工作人員在參賽者手腕與腳腕綁上計步器，參賽者拚命抖動四肢。在60秒內抖動最多次者就是贏者，取得參加第二段〈精打細算〉（後期版本）的資格。

## 註解、參考資料
1. ↑  《華視台史館》〈綜藝社教‧益智節目〉[永久]
2. ↑  「只要你敢來，好運跟著來」是男主持人喊的，「好彩頭」是女主持人喊的，「有看頭」是男主持人、女主持人與全部觀眾喊的。
3. ↑  寧兒，〈三台午間節目戰雲密佈〉，《掃描線周刊》第183期（中視文化公司1989年7月7日出版）第13頁。
4. ↑  劉育良，〈大成報82年度電視風雲製作〉，《大成報》1994年2月6日。
5. ↑  筱竹，〈三台九點半檔再掀戰雲〉，《掃描線周刊》第224期（中視文化公司1990年4月20日出版）第14頁。
6. ↑  「為什麼呢？因為──」是女主持人喊的；「題目就在影片中！」是眾人一起喊的。
7. ↑  取自王傑原唱歌曲《一場遊戲一場夢》。
8. ↑  改自潘越雲原唱歌曲《我是不是你最疼愛的人》。
9. ↑  中視綜藝節目《我猜我猜我猜猜猜》的節目名稱，就是由此而來。
10. ↑  參見華視休閒頻道2008年9月18日16:00～16:30重播的第792集，該集唯一的特別來賓是卜學亮。依據該集第一段的內容，該集錄影時，卜學亮已離開《好彩頭》長達兩年。
11. ↑  彩頭寶寶[永久]
12. ↑  「全家一起來」是男主持人喊的，「大獎搬回家」是女主持人喊的。
13. ↑  在第792集最後一段，僅以字幕標示「趣味親子照片徵選比賽」收件日期為7月1日至8月15日。但是在第794集第一段，曹啟泰與陶晶瑩有提到巴塞隆納奧運，而巴塞隆納奧運開幕期間為1992年7月25日至1992年8月9日，由此可證「趣味親子照片徵選比賽」舉辦的年份為1992年。

## 資料來源
- 中華電視公司《好彩頭》電視節目片段
- 《華視台史館》〈綜藝社教‧益智節目〉[永久]

## 另見
- 美國遊戲節目《價格猜猜猜》
- 《大家來報喜》
- 《全能估價王》

## 外部連結
- 《好彩頭》主題曲（页面存档备份，存于）
- 《好彩頭》錄影畫面（页面存档备份，存于）

| 中華電視公司 星期一至五12:30～13:00 | 中華電視公司 星期一至五12:30～13:00        | 中華電視公司 星期一至五12:30～13:00 |
| ----------------------------------- | ------------------------------------------ | ----------------------------------- |
|                                     | 好彩頭 （1989年7月19日 - 1994年7月2日）    |                                     |
| —                                   | 金牌午餐秀 （1994年7月9日 - 1995年9月8日） |                                     |